# Colm Feore

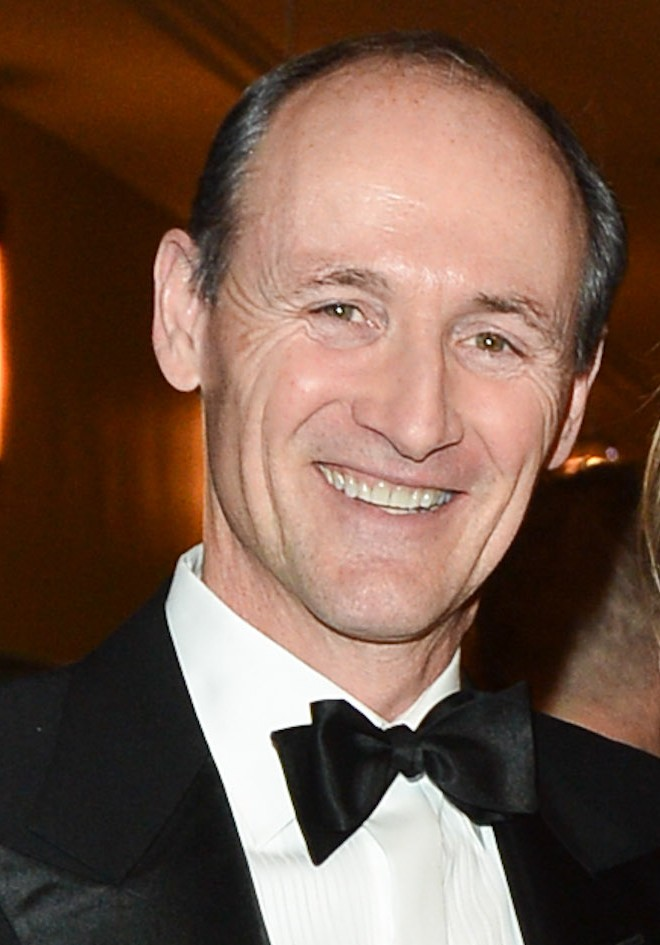
Colm Feore (2013)

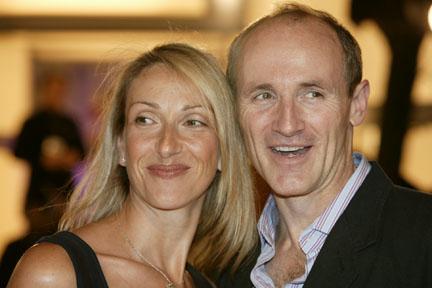
Colm und Donna Feore beim Toronto International Film Festival 2007

Colm Joseph Feore (* 22. August 1958 in Boston, Massachusetts) ist ein US-amerikanisch-kanadischer Schauspieler.

## Leben und Werk
Feore ist gebürtiger US-Amerikaner irischer Abstammung. Seine ersten drei Lebensjahre verbrachte er in Irland. Danach zog seine Familie nach Ottawa, und er wuchs in seiner heutigen Wahlheimat Kanada auf. Nach seinem Abschluss am Ridley College in St. Catharines, Ontario besuchte er die National Theatre School in Montréal, Québec. Anschließend war er 13 Spielzeiten beim Stratford Festival Theatre, dem Theater mit dem größten Repertoire an klassischen Stücken Nordamerikas, zu sehen. Dort spielte er Hauptrollen in den Shakespeare-Stücken Romeo und Julia, Othello, Hamlet und Richard III. und in vielen weiteren Theaterstücken.
Seit Anfang der 1980er Jahre war Feore in zahlreichen Film- und Fernsehproduktionen zu sehen. Seinen ersten Auftritt vor einer Kamera hatte er in der Fernsehserie For the Record. Nach weiteren Fernsehproduktionen folgte 1988 der erste Kinofilm Der stählerne Adler II.
Seine Bühnenerfahrung mit dem Theaterfechten konnte er 1995 in einer Folge der Fernsehserie Nick Knight – Der Vampircop zeigen. Im Filmdrama Die rote Violine (1998) spielte er den Leiter einer Versteigerung in einem Auktionshaus. Diese Rolle brachte ihm 1999 den kanadischen Prix Jutra als bester Nebendarsteller ein. 2000 folgte eine Nominierung beim Saturn Award als Bester Nebendarsteller für Der Sturm des Jahrhunderts. 2001 wurde er als bester Hauptdarsteller für The Perfect Son für einen Genie Award nominiert.
2002 übernahm er die Rolle des kanadischen Premierministers Pierre Trudeau in der von der Kritik gefeierten Fernseh-Miniserie Trudeau, für die er mit einem Gemini Award als bester Hauptdarsteller ausgezeichnet wurde. 2003 gewann er zusammen mit der restlichen Besetzung bei den Screen Actors Guild Awards für Chicago den Preis für das beste Schauspielensemble. 2007 wurde er bei den 27. Genie Awards für Good Cop Bad Cop als bester Hauptdarsteller nominiert. In dieser Actionkomödie von Regisseur Eric Canuel spielte er einen kanadischen Polizisten, der trotz Meinungsverschiedenheiten mit seinem Kollegen, dargestellt von Patrick Huard, zusammenarbeiten muss, um eine Mordserie aufzuklären.
Von 2011 bis 2013 verkörperte er Kardinal Giuliano della Rovere in der Fernsehserie The Borgias über Rodrigo Borgia und dessen Familie. In der Politserie House of Cards war er von 2016 bis 2017 als Ted Brockhart zu sehen. 2019 spielte Feore in der Alternativwelt-Serie For All Mankind den deutschen Raketeningenieur Wernher von Braun.
Aus Feore erster Ehe mit Sidonie Boll ging ein Sohn hervor. Seit 1994 ist Feore in zweiter Ehe mit der Choreographin und Theaterregisseurin Donna Feore verheiratet, die er 1990 bei einer Theaterproduktion kennengelernt hatte. Aus dieser Ehe stammen zwei weitere Kinder. Die Familie lebt in Stratford, Ontario.

## Filmografie (Auswahl)
- 1981: For the Record (Fernsehserie, Episode 6x03)
- 1982: The Taming of the Shrew (Fernsehfilm)
- 1986: Twelfth Night (Fernsehfilm)
- 1986: The Boys from Syracuse
- 1987: A Nest of Singing Birds (Fernsehfilm)
- 1988: Der stählerne Adler II (Iron Eagle II)
- 1989, 1990: Erben des Fluchs (Friday the 13th, Fernsehserie, 2 Episoden)
- 1993: 32 Variationen über Glenn Gould (Thirty Two Short Films About Glenn Gould)
- 1995: Nick Knight – Der Vampircop (Forever Knight, Fernsehserie, Episode 2x17)
- 1997: Im Körper des Feindes (Face/Off)
- 1997: Sterben und erben (Critical Care)
- 1997: The Wrong Guy
- 1997: Hostile Waters – Ein U-Boot-Thriller (Hostile Waters)
- 1997: Nacht über Manhattan (Night Falls on Manhattan)
- 1998: Stadt der Engel (City of Angels)
- 1998: Die rote Violine (The Red Violin)
- 1999: Insider
- 1999: Stephen Kings Sturm des Jahrhunderts (Storm Of The Century)
- 1999: Titus
- 2000: Wenn Mutterliebe zur Hölle wird (Trapped in a Purple Haze)
- 2000: Nikita (Fernsehserie, Episode 4x12')
- 2000: Nürnberg – Im Namen der Menschlichkeit (Nuremberg)
- 2000: The Perfect Son (Miniserie)
- 2001: The Caveman’s Valentine
- 2001: Pearl Harbor
- 2001: Ignition – Tödliche Zündung (Ignition)
- 2001: The Day Reagan Was Shot
- 2002: Trudeau (Miniserie)
- 2002: Der Anschlag (The Sum of All Fears)
- 2002: Chicago
- 2003: National Security
- 2003: Paycheck – Die Abrechnung (Paycheck)
- 2003: Pancho Villa – Mexican Outlaw (And Starring Pancho Villa as Himself)
- 2003: Highwaymen
- 2004: Riddick: Chroniken eines Kriegers (The Chronicles of Riddick)
- 2005: Die Lügen meiner Mutter (Lies My Mother Told Me, Fernsehfilm)
- 2005: Empire (Miniserie, 3 Episoden)
- 2005: Slings and Arrows (Fernsehserie, 5 Episoden)
- 2005: Der Exorzismus von Emily Rose (The Exorcism of Emily Rose)
- 2006: Good Cop Bad Cop (Bon Cop, Bad Cop)
- 2007: Begrabt mein Herz am Wounded Knee (Bury My Heart at Wounded Knee, Fernsehfilm)
- 2007: The Poet
- 2007: Intervention
- 2008: Der fremde Sohn (Changeling)
- 2008: Inconceivable
- 2008: 24: Redemption (Fernsehfilm)
- 2008: War Games 2: The Dead Code (Wargames: The Dead Code)
- 2008: Guns – Der Preis der Gewalt (Guns – Live by them, die by them)
- 2009: The Trotsky
- 2009: 24 (Fernsehserie, 12 Episoden)
- 2011–2013: Die Borgias (The Borgias, Fernsehserie, 20 Episoden)
- 2011: Thor
- 2011: French Immersion
- 2012: Saving Hope (Fernsehserie, 2 Episoden)
- 2012–2013: Revolution (Fernsehserie, 9 Episoden)
- 2013: House of Versace – Ein Leben für die Mode (House of Versace, Fernsehfilm)
- 2014: Jack Ryan: Shadow Recruit
- 2014: The Amazing Spider-Man 2: Rise of Electro (The Amazing Spider-Man 2)
- 2014–2016: Sensitive Skin (Fernsehserie, 8 Episoden)
- 2015: Gotham (Fernsehserie, Episode 1x18)
- 2016: Crushed (Fernsehfilm)
- 2016–2017: House of Cards (Fernsehserie, 11 Episoden)
- 2016: Mean Dreams
- 2017: Bon Cop Bad Cop 2
- 2017: 21 Thunder (Fernsehserie, 8 Episoden)
- 2017: Everfall
- 2017: Behind Enemy Lines (Fernsehfilm)
- 2018: Anon
- 2018: Higher Power – Das Ende der Zeit (Higher Power)
- 2018: Greta
- 2018: Die Wahrheit über den Fall Harry Quebert (The Truth About the Harry Quebert Affair, Fernsehserie, 10 Episoden)
- 2019–2024: The Umbrella Academy (Fernsehserie)
- 2019: The Prodigy
- 2019: Astronaut
- 2019: Beast Within
- 2019: For All Mankind (Fernsehserie, 3 Episoden)
- 2019: Murdoch Mysteries (Fernsehserie, 1 Folge)
- 2020: Mein Jahr in New York (My Salinger Year)
- 2020: Akilla's Escape
- 2020: Sugar Daddy
- 2024: Humane (Stimme)